# Механикстаун (Њујорк)
Механикстаун (енгл. Mechanicstown) насељено је место без административног статуса у америчкој савезној држави Њујорк.

## Демографија
По попису из 2010. године број становника је 6.858, што је 797 (13,1%) становника више него 2000. године.
| Група             | 2000.         | 2010.         |
| Белци             | 3.739 (61,7%) | 3.160 (46,1%) |
| Афроамериканци    | 843 (13,9%)   | 1.434 (20,9%) |
| Азијати           | 173 (2,9%)    | 211 (3,1%)    |
| Хиспаноамериканци | 1.205 (19,9%) | 1.958 (28,6%) |
| Укупно            | 6.061         | 6.858         |